# Берберська музика
Берберська музика відсилається до музичних традицій Берберів — корінної етнічної групи, що проживає у Північній Африці, на захід від Нілу та в деяких частинах Західної Африки. Берберська музика варіюється вздовж Північно-Західної Африки, і найбільш відомі варіації можна знайти в марокканській музиці; у кабільській, шауйській та ґазбійській музиках, що з Алжиру; та у туарезькій музиці, що з Буркіна-Фасо, Нігеру та Малі.
Давня берберська музика є стилістично різноманітною, включає пентатонічний стиль, супроводжується співами, акомпонованими африканськими ритмами, та виконується на таких інструментах, як гобой, волинка, та інших. Ці стародавні музичні традиції підтримуються маленькими групами музикантів, що подорожують від села до села, розважаючи людей на весіллях, або інших подіях, співаючи свої пісні, розповідаючи історії, оповіді та поезію.
Берберська музика та культура в цілому окрім естетичних смаків та стилів знаходиться під сильним впливом довгої боротьби берберів за визнання їхньої мовної та культурної самостійності серед сучасного північноафриканського соціуму.

## Музичні та вокальні стилі
Музика берберів характеризується використанням народних усних традицій, таких, як частковий звукоряд та ритмічне супроводження, що включає пентатонічну музику та африканські ритми. Всі ці елементи комбінуються разом, щоби сформувати одне з головних джерел розваг у берберських церемоніях, як весілля.

## Інструменти
Бербери використовують величезний набір мелодійних та ударних інструментів. Наступні інструменти є частиною культури світських та релігійних танців і пісень:
- Таґанімт — духовий інструмент. Являє собою дудку з очерету. Частіше використовується для акомпанування пісень, аніж для танцю. Має глибокий та хрипкий звук.
- Мізвад[en] — вид волинки. Дослівно назва перекладається як «сумка», чи «торба для їжі».
- Зукра (в Тунісі) чи ґайта[en] (в Марокко). В обидвох країнах ці інструменти поєднують з іншими ударними, аби створити великий ансамбль, що розважав би публіку на фестивалях, або в подібних випадках.
- Нафір — довга валторна, різновид безклапанної труби. Цей інструмент здебільшого використовується як сигнальний, аби надсилати повідомлення для великих груп людей (можна порівняти з трембітою, що використовується в Карпатах), хоча також має і деяке значення перформансу.
- Ґінбрі[en] (в Марокко) — безладний щипковий струнний інструмент з шкірою, натягнутою на ігровій стороні, що має деякі акустичні функції, схожі з мембраною на банджо. Більшість ансамблів мають хоча би одну ґінбрі, хоча деякі мають і більше.
- Ребаб — довгошиїй смичковий інструмент. Як ґінбрі, конструйований зі шкірою на ігровій площі. Має тільки одну струну, зазвичай зроблену з кінського волосся. Використовується в ансамблі з ґінбрі.
- Давул, чи «табл» (бербер. e'ṯbel) — циліндричний двосторонній барабан. Хоча він має схоже використання та звучання як індійська табла, але між ними не було знайдено ніякого зв'язку. Каса — довга невелика литавра, що застосовується здебільшого в Тунісі. Подібним до каса є Наккара — дві керамічні литаври, на яких одночасно грають двома руками.
- Бендір (в Марокко) — барабан. Багато бендірів грають одночасно, створюючи основний ударний ритм для берберської музики. Вищезгадані ударні інструменти є більш артистичними, ніж бендір.
- Кракеб — довгий металевий кастаньєто-подібний інструмент. Зазвичай тримається по одному в кожній руці. Каракіб може бути використаний для утримування ритму, або і як самостійний інструмент.[6]

## Кабіли
Музика кабільських берберів завоювала деякий успіх поза межами Кабілії. Традиційна кабільська музика складається з вокалу, ритм-секції у складі якого є тбел (бубон) та бендір (барабан) та мелоді-секції, що складається з ґайта (волинка) та аджоаґу (флейта).

### Розвиток кабільської музики
У 1930-х Кабіли в великих кількостях мігрували до Парижу, де заснували музичні кафе, подібні Чейх Норредін, і використовували сучасні західні інструменти, як банджо, гітара та віолончель для супроводження своїх традиційних кабільських мелодій. Сліман Азем був кабільським іммігрантом, який надихнувся Норредін та поетом 19-го століття Сі Мханд У Мхандом, щоби виразити свою тугу за домом, бідність та пристрасть в своїх піснях; скоро він став асоціюватися з Алжирською війною.
Протягом 1950-х Арабська класична музика, особливо єгипетські суперзірки, як Умм Култум, стали популярними і залишили сильний вплив на кабільській музиці, зокрема в оркестровій. Шериф Хедамм скоро виник з появою кабільської гілки Радіо Алжиру після незалежності 1962. Починаючи звідси почали діяти Ев'янські угоди, після яких Франція зобов'язалася надати Алжиру повний захист на три роки, і всім алжирцям — рівні з французами права. От в під час цього періоду дуже популярними стали співаки-жінки, а саме: Шеріфа, Джамілла та Ханіфа.
Алжирська незалежність не означала свободу для кабільської музики, і ці бербери скоро привели в лірику своїх пісень завуальовану критику уряду Ахмеда Бена Белла. Багато цих музикантів надихнулися іншими авторами-виконавцями, як Джоан Баез, Боб Ділан, Віктор Хара та Сільвіо Родрігез. Піснею «A Vava Inouva» (1973) Ідір привернув увагу міжнародної спільноти до кабільської музики, і «вимостив» шлях до алжирського жанру музики раї. Також протягом 1970-х популярними стали Ферхат Мехенні, знаний за свої політично-безкомпромісні пісні та Луніс Аїт Менґелат, відомий своєю поезією та надихаючим піснями.
До того, як раї став популярним в Європі протягом 1980-х, кабільські артисти також рухалися в напрямку до сентиментальності, поп-балад. Хассен Зерманіс та Абдеррахман Абделі працювали з Пітером Гебріел на Real World Records, що допомогло донести кабільську музику до нової аудиторії, в той час, як вбивство Матуба Лунеза надихнуло багатьох кабільців згуртуватися навколо своїх популярних музикантів.

## Марокко

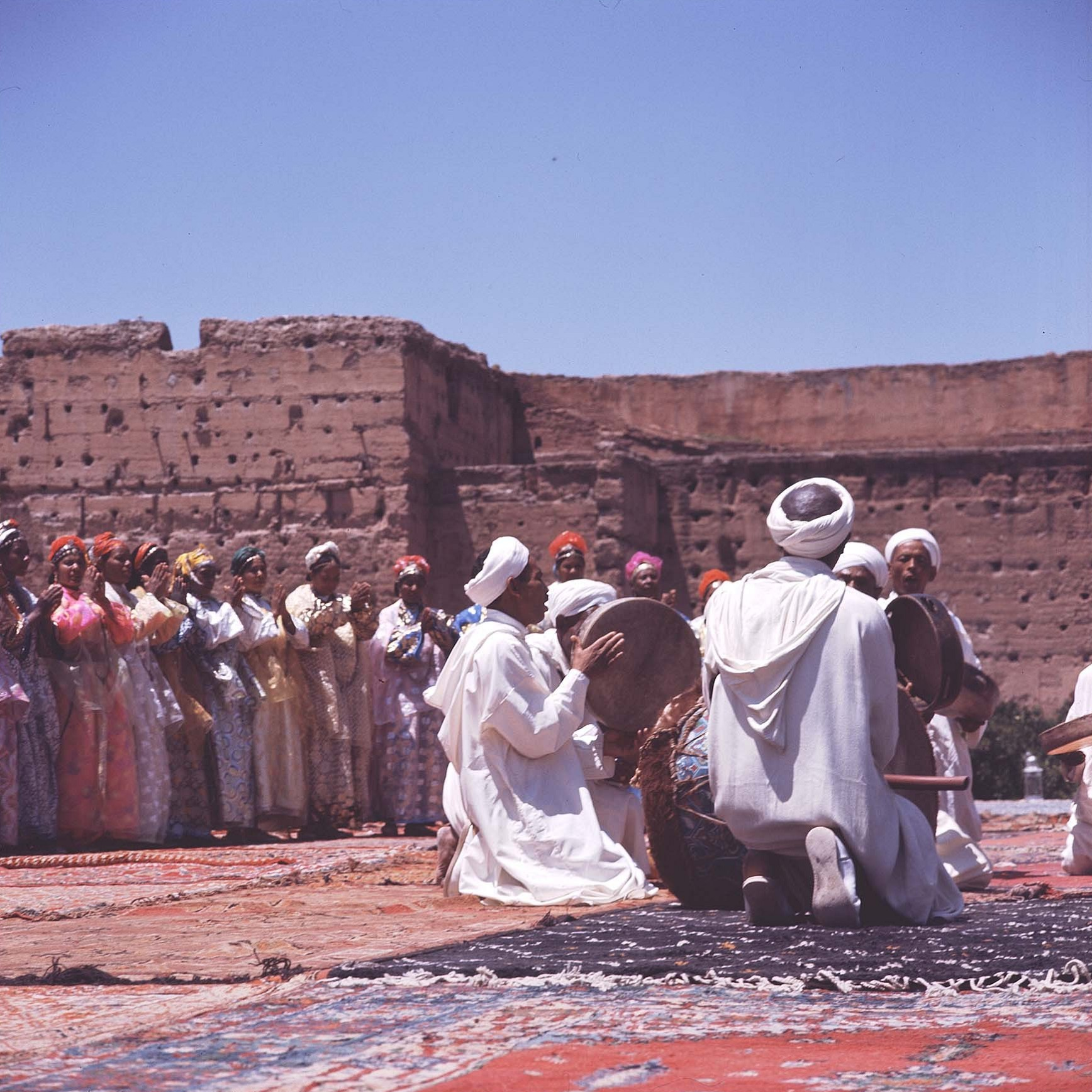
Танцюристи (ззаду) та музиканти (спереду) з Варзазату виконують ахваш під час Національного Фольклорного Фестивалю в Марракеші (1970)

Традиційна марроканська берберська музика може бути категоризована як колективна та професійна музика.
В колективній музиці чоловіки та жінки з усієї сім'ї або села беруть участь у танцях, як ахваш чи ахідус. Спочатку співається молитва, супроводжувана відповіддю хором танцюристів. Акомпоновані барабанами (бендір) та флейтами (най), танцюристи танцювали кільцем навколо музикантів.
Очолені амдіазом, або поетом, група — зазвичай з чотирьох професійних музикантів (імдіазан) подорожувала по всьому регіону, щоби виступити у різних селах. Амдіяз декламував імпровізовані вірші про поточні національні та світові справі. Його товариші музиканти супроводжують поему барабанами, однострунним ребабом та подвійним кларнетом.
Варіант професійної музики берберів Шільха виконується рваями, очоленими реями або реіссами. Перформанс рваїв починається з астари — інструментальної сесії на ребабі або втарі, супроводжуваними бубнами або флейтами. Астара задає основні ноти мелодії. Середня секція включає в себе співану частину (амарґ), хореографовану увертюру (аммуссу), живу пісню (тамссуст) та танці (абердаґ). Таббайт визначає фінальну частину, в якій ритм спочатку прискорюється, а потім раптово припиняється.
Відомі марроканські берберські музиканти включають в себе Аммурі Мбарека — співака та автора пісень 1960-х, що був визнаний Джоном Ленноном берберського світу, та Наджата Аатабоу — співака, чия дебютна композиція «J'en ai Marre» була перепродана в пів-мільйона копій в Марокко.
Багато музикантів створили злиття стилів берберської та європейської музик: Хінда Захра, Хассан Хакмун, Khalid Izri, Hassan Idbasaid, Thidrin, Med Ziani, Imtlaa та Houssaine Kili.

## Туареги
Берберська музика в туарезьких регіонах використовує схожі ритмічні та вокальні стилі, як музика інших берберів, іберів та арабів. На відміну від багатьох інших регіонів, в туарезькій музиці здебільшого беруть участь жінки, що грають на імзхаді — струнному інструменті, схожому до скрипки. Туарезькі весілля мають свій унікальний стиль музики, такі як жіночі вокальні трелі, та спеціальні танці (ількан) рабів, що відзначають подію.